# Chinilpa
Chinilpa (em coreano:  친일파, literalmente "facção pró-Japão") é um termo pejorativo da língua coreana que denota coreanos étnicos que colaboraram com o Japão Imperial durante seu domínio colonial na Coreia de 1910 a 1945 e o período protetorado do Império Coreano de 1905.
O termo Chinilpa foi popularizado na Coreia pós-independência por coreanos considerados traidores nacionais por colaborar com o governo colonial japonês e lutar contra o movimento de independência da Coreia. Chinilpa também se aplica aos coreanos que buscavam maior aliança ou unificação com o Japão nos últimos anos da Dinastia Joseon, como Iljinhoe e os Cinco Traidores de Eulsa. A acusação de chinilpa ganhou apoio crescente na Coreia do Sul após a gradual democratização durante os anos 1980 e 1990, e a primeira lei anti-chinilpa, a Lei especial para resgatar a propriedade de colaboradores pró-japoneses, foi aprovada em 2005.
Hoje, o termo chinilpa também está associado ao sentimento geral anti-japonês na Coreia do Sul e é frequentemente usado como um termo pejorativo para os coreanos que apreciam o Japão.

## Etimologia
O termo "chinilpa ", para referir àqueles que colaboraram com o domínio japonês imperial na Coreia, aparece pela primeira vez em Chinilmunhangnon (Comentários sobre Literatura Chinil, 66 문학론, 1966), escrito por Im Jong-Guk, que era um ativista da Coreia. Antes de sua publicação, era comum chamá-los de builbae (coreano: H 배; Hanja: 附 日 輩;) que significa literalmente "pessoas que colaboraram com o Japão", especialmente criticando a liderança coreana.

## História

### Acusação contrachinilpasob administração de Syngman Rhee
Banmin Teugwi, o Comitê Especial mencionado acima, foi estabelecido em 1948 sob o governo de Syngman Rhee. Ele lidou com 682 casos; 559 casos foram entregues a uma promotoria especial, que proferiu acusações em 221 casos. Um tribunal especial julgou 38 casos, proferiu veredictos de culpado e punições em 12 casos, incluindo uma sentença de morte. Outros dezoito tiveram seus direitos civis suspensos; seis foram declarados inocentes e os dois restantes foram considerados culpados, mas foram isentos de punição. No entanto, a Suprema Corte suspendeu sua execução em março de 1950, pouco antes da Guerra da Coreia.
Mais notavelmente, Syngman Rhee sabotou e dissolveu o Comitê Especial para Processamento de Delinquentes Anti-Nacionais (banmin teugwi, 반민 특위), que havia sido estabelecido para processar chinilpa. Sob o regime de Rhee e nos governos subsequentes, muitos deles desfrutaram da mesma riqueza e poder que tinham sob o domínio japonês.

### Perseguição contrachinilpano século 21
Depois de mais de 50 anos desde o fim da acusação contra chinilpa sob o governo Syngman Rhee, a perseguição recomeçou abruptamente como parte da agenda política do presidente Roh Moo-hyun.

#### Definição dechinilpapela Lei Especial
A recém-promulgada Lei Especial sobre a Inspeção de Colaborações para o Imperialismo Japonês define "ações pró-japonesas e anti-nacionais" (chinilpa) da seguinte maneira.
artigo 2
Sob este ato, as "ações pró-japonesas e anti-nacionais" significam qualquer uma das seguintes ações cometidas entre a eclosão da guerra russo-japonesa que iniciou a privação da soberania coreana pelo imperialismo japonês e 15 de agosto de 1945.
1. Qualquer ato para atacar ou ordem para atacar as forças militares que lutam contra o imperialismo japonês para manter o poder soberano.
3. Qualquer ato para matar, executar, assediar ou prender as pessoas ou suas famílias que participam do movimento independente ou anti-japonês, e um ato para instruir ou ordenar as violações a eles.
6. Qualquer ato para concordar, aderir ou conspirar os tratados que interferiram com o poder soberano, incluindo o Tratado de Eulsa, o Tratado de Anexação Coreano-Japonês e outros.
8. Qualquer ato de participar da Assembléia do Império Japonês como membro da Classe Nobre ou membro da Assembléia Japonesa.
9. Qualquer ato de participar como vice-presidente, assessor ou Câmara dos Representantes para o Senado do Governo Geral de Choson.
10. Qualquer ato de cooperação positiva com a guerra de invasão (WW2) como um oficial acima do tenente das forças imperiais japonesas.
14. Qualquer ato para operar a fabricação de suprimentos militares para ajudar na guerra do imperialismo japonês ou doar uma certa quantia de ou mais dinheiro e bens determinados de acordo com o Decreto Presidencial.
A lei trata do movimento de independência, ao contrário dos processos contra ex-nazista, que se concentram nos crimes de guerra. Os mais notáveis são os itens 8 e 9. Ser um legislador durante esse período qualifica a pessoa como "colaboradora pró-japonesa e anti-nacional", independentemente do que se tenha feito como legislador.

#### Desenvolvimentos
Em 29 de agosto de 2005, uma organização cívica, o Instituto para Pesquisas em Atividades Colaborativistas divulgou uma lista de 3094 suspeitos de coreanos chinilpa, incluindo Park Chung Hee, o ex-presidente coreano, Kim Song Su, um ex-editor de Dong-a Ilbo e o fundador da Universidade da Coreia, e Bang Eung Mo, ex-presidente da Chosun Ilbo.
Em 6 de dezembro de 2006, uma comissão presidencial sul-coreana, a Comissão Investigativa de Propriedade de Colaboradores Pró-Japoneses revelou a primeira lista oficial de chinilpa de 106 pessoas entre 1904 e 1º de março em 1919, incluindo quatro dos Cinco Traidores de Eulsa.
Em 18 de agosto de 2006, a comissão iniciou a investigação antes de confiscar a propriedade obtida pelos colaboradores durante a colonização japonesa.
Em 2 de maio de 2007, o governo sul-coreano anunciou seu plano de confiscar os ativos ganhos pelos colaboradores pró-japoneses durante o período colonial japonês equivalente a terras dos descendentes de nove pró-japoneses. colaboradores no valor de 3,6 bilhões de won (US $ 3,9 milhões, 2,8 milhões de euros). Em 13 de agosto de 2007, a comissão decidiu confiscar cerca de 1 milhão de metros quadrados de terra, avaliados em 25,7 bilhões de won, pertencentes a descendentes de outros dez colaboradores pró-japoneses.
Em 17 de setembro de 2007, a comissão revelou a segunda lista de 202 colaboradores concentrados em números pró-japoneses entre 1919 e 1937. A lista inclui Song Byeong-jun, que enviou cartas ao governo japonês pedindo uma fusão, Lee Ji-yong, que é um dos Cinco Traidores de Eulsa, Lee Doo-hwang, que participou do assassinato da Imperatriz Myeongseong em 1895 e mais tarde tornou-se governador da província de Jeolla do Norte, o romancista Yi In-jik, autor de Hyeoleuinu (Lágrimas de sangue), Yoo Hak-ju, membro do conselho do Iljinhoe, Bae Jeong-ja, filha adotiva do primeiro Presidente- General da Coreia, que espionou ativistas da independência coreana e recrutou mulheres de conforto, e Park Je-bin, que formou um grupo de tributo para prestar condolências no funeral de Ito em 1926. No mesmo dia, o Tribunal Administrativo de Seul rejeitou uma ação judicial contra a Comissão para apagar os nomes do filho e neto de Daewon-gun (pai de Gojong do Império coreano) da lista, que supostamente participou da assinatura do Tratado de Anexação Japão-Coreia como representantes da família real.
A lista oficial durante o período mais controverso (1937-1945) que pode conter pessoas que desempenharam papéis importantes no desenvolvimento sul-coreano após a independência e se alistou na lista de 2005 do Instituto de Pesquisa em Atividades Colaboradoras não havia sido revelada em setembro de 2007.
Desde a promulgação da Lei Especial sobre a Inspeção da Colaboração com o Imperialismo Japonês (ko: 친일 진상 규명법) em 2004 e a lei especial para resgatar a propriedade de colaboradores pró-japoneses em 2005, a comissão fez uma lista de 452 pró-japoneses. colaboradores e examinaram a terra de 109 entre eles. O tamanho total da terra é estimado em 13,1 milhões de metros quadrados, no valor de quase 100 bilhões de won.
As propriedades confiscadas serão apropriadas, com prioridade, para recompensar os coreanos que contribuíram para a independência da Coreia do Japão.